# Forțe armate
Forțele armate ale unui stat sunt apărarea finanțată de guvern și forțele sale combatante. Acestea există pentru a sprijini politicile interne și externe ale formei de guvernare. În unele țări forțe paramilitare fac parte din forțele armate ale unei națiuni.
Forțele armate pot fi alcătuite din militari profesioniști (armată permanentă), a căror singură ocupație este pregătirea de luptă sau lupta propriu-zisă, sau din rezerviști, care sunt cetățeni ce se mobilizează doar atunci când este nevoie. Avantajul este că o astfel de forță armată este mult mai ușor de întreținut și reprezintă o povară mai mică pe umerii societății; totuși, este mai puțin pregătită și organizată decât o armată alcătuită în întregime din profesioniști.
Forțele armate în multe din țările mari sunt împărțite în armata terestră, forțele aeriene, și forțele navale (cu excepția cazurile când nu e posibil acest lucru). Aceste diviziuni sunt făcute numai pentru scopul instruirii și asistenței, sau pot fi ramuri complet independente responsabile pentru desfășurarea independentă a operațiunilor sau a altor servicii. Majoritatea țărilor mici au o singură organizație care înglobează toate forțele armate în subordinea țării în chestiune.
În țările mai mari diferențele culturale dintre diferitele ramuri ale forțelor armate pot fi substanțiale. S-a spus că "marina și aviația mânuiesc echipamentul", în contrast cu "o armată își echipează oamenii".
Starea de alertă a unei organizații militare poate fi indicată de DEFCON state (US) sau BIKINI state (UK).

## Beneficii și costuri
Beneficiul evident al țărilor care au forțe armate este oferirea unei protecții împotriva amenințărilor străine și a conflictelor interne. În vremurile noastre personalul forțelor armate a fost folosit pentru sprijini civilii în situațiile post-dezastru. Pe de altă parte acest personal poate împiedica mersul bun al unei societăți prin angajarea în războaie contra-productive sau lipsite de succes.
Investițiile în știință și tehnologie pentru dezvoltarea armelor și sistemelor aduce uneori beneficii, deși unii susțin că se pot obține beneficii mai mari prin alocarea acelor bani direct armatei.
Investițiile exagerate în forțele armate pot priva o societate de forța de muncă și resursele de care are nevoie, înrăutățind standardul de viață al civililor. Dacă această tendință continuă mult timp, rezultatele sunt reducerea cercetării și dezvoltării în domeniul civil și slăbirea capacității societății de a-și îmbunătăți infrastructura. Această lipsă de dezvoltare poate, la rândul ei, afecta forțele armate, ca într-un cerc vicios. Vezi Coreea de Nord pentru un exemplu tipic modern al acestei probleme.
Transarmamentul este o mișcare recentă de a înlocui forțele armate cu infrastructură și instruire nonviolentă.

## Cheltuieli
Statele cu cele mai mari cheltuieli militare pe anul 2011 au fost:
Statele Unite, cu 711 miliarde de dolari, (4,8% din PIB), China, cu 143 miliarde de dolari (creștere de 170% raportat la anul 2002), Rusia, cu 72 miliarde de dolari, Marea Britanie, cu 62,7 miliarde dolari și Franța, cu 62,5 miliarde de dolari.

## Forțe armate după țară

### Forțele armate din Europa
| Rusia                 |       |       | 798,0 |
| Ucraina               |       |       | 250,0 |
| Franța                |       | 207,0 |       |
| Italia                |       |       | 182,0 |
| Germania              |       |       | 178,0 |
| Regatul Unit          |       |       | 161,0 |
| Polonia               |       |       | 140,0 |
| Elveția               | 137,7 |       |       |
| Spania                |       |       | 121,0 |
| Grecia                |       |       | 106,0 |
| România               |       |       | 70,0  |
| Belarus               | 62,0  |       |       |
| Austria               |       | 55,0  |       |
| Serbia                |       |       | 52,0  |
| Armenia               |       |       | 44,8  |
| Olanda                |       |       | 41,0  |
| Georgia               |       |       | 37,0  |
| Finlanda              |       |       | 33,4  |
| Portugalia            |       |       | 33,0  |
| Ungaria               |       |       | 31,1  |
| Bulgaria              |       |       | 31,0  |
| Suedia                |       |       | 29,8  |
| Belgia                |       |       | 29,0  |
| Cehia                 |       |       | 22,0  |
| Danemarca             |       |       | 20,1  |
| Norvegia              |       | 17,3  |       |
| Slovacia              |       |       | 17,0  |
| Croația               |       |       | 15,0  |
| Bosnia și Herțegovina | 14,7  |       |       |
| Albania               | 13,8  |       |       |
| Lituania              |       |       | 13,0  |
| Cipru                 | 12,7  |       |       |
| Irlanda               |       |       | 9,2   |
| Macedonia             | 8,1   |       |       |
| Slovenia              |       |       | 7,0   |
| Estonia               |       |       | 6,0   |
| Republica Moldova     | 5,5   |       |       |
| Letonia               |       |       | 5,0   |
| Muntenegru            |       |       | 2,0   |
| Malta                 | 2,0   |       |       |
| Luxemburg             |       |       | 0,9   |

- Note: [2][3]

### Forțele armate în alte țări
| Statele Unite |
| Rusia         |
| Canada        |
| Turcia        |
| Israel        |
| Brazilia      |
| India         |
| China         |
| Iran          |